# ジョン・ハッチンソン (ラグビー選手)
ジョン・ハッチンソン（John Hutchinson、1969年4月24日 - ）は、カナダの元ラグビー選手。

## プロフィール
- カナダ・トロント出身[1]。
- 現役時代のポジションはフランカー(FL)。
- 身長 190cm、体重 100kg
- カナダ代表通算キャップ数は50でラグビーワールドカップ1995・ラグビーワールドカップ1999のカナダ代表に選ばれた[2]。

## 略歴
現役時代はサントリーでプレーしていた。